# Conte di Westmeath
Conte di Westmeath è un titolo nobiliare inglese nella Parìa d'Irlanda.

## Storia
Il titolo venne creato nel 1621 per Richard Nugent, barone Delvin. Durante l'era Tudor la lealtà della famiglia Nugent fu spesso messa in discussione ed il padre di Richard, il VI barone, morì imprigionato attendendo il processo per tradimento. Richard stesso da giovane venne sospettato di complottare una ribellione e per questo imprigionato, ma negli anni della maturità fu uno strenuo sostenitore della corona, fatto che lo ricompensò riccamente. Il V conte fu maggiore generale del British Army. Il VI conte fu membro del Irish Privy Council nel 1758. Suo figlio avuto dalla prima moglie, Richard Nugent, lord Delvin, venne ucciso durante un duello in età giovanile. Lord Westmeath venne succeduto dal secondo figlio avuto dalla sua seconda moglie, il VII conte appunto. Questi fu parlamentare alla camera dei Lords ed uno dei 28 pari d'Irlanda originari; egli venne inoltre coinvolto in un divorzio largamente pubblicizzato e per questioni criminali. Venne succeduto da suo figlio, l'VIII conte, che venne creato Marchese di Westmeath nella Parìa d'Irlanda nel 1822. Questi non ebbe figli e pertanto il marchesato si estinse alla sua morte nel 1871. Venne succeduto nella baronìa e nella contea de un suo parente, Anthony Francis Nugent, il IX conte. L'XI conte fu parlamentare dal 1901 al 1933.

## Baroni Delvin (c. 1389/1486)
- William Fitzrichard Nugent, I barone Delvin (m. circa 1414)
- Richard Nugent, II barone Delvin (m. 1475)
- Christopher Nugent, III barone Delvin (m. circa 1483)
- Richard Nugent, IV barone Delvin (m. 1537)
- Richard Nugent, V barone Delvin (1523–1559)
- Christopher Nugent, VI barone Delvin (1544–1602)
- Richard Nugent, VII barone Delvin (1583–1642) (creato Conte di Westmeath nel 1621)

## Conti di Westmeath (1621)
- Richard Nugent, I conte di Westmeath (1583–1642)
- Richard Nugent, II conte di Westmeath (1621–1684)
- Richard Nugent, III conte di Westmeath (died 1714)
- Thomas Nugent, IV conte di Westmeath (1669–1752)
- John Nugent, V conte di Westmeath (1671–1754)
- Thomas Nugent, VI conte di Westmeath (1714–1792)
- George Frederick Nugent, VII conte di Westmeath (1760–1814)
- George Thomas John Nugent, VIII conte di Westmeath (1785–1871) (creato Marchese di Westmeath nel 1822)

## Marchesi di Westmeath (1822)
- George Thomas John Nugent, I marchese di Westmeath (1785–1871)

## Conti di Westmeath (1621; ripristinato)
- Anthony Francis Nugent, IX conte di Westmeath (1805–1879)
- William St George Nugent, X conte di Westmeath (1832–1883)
- Anthony Francis Nugent, XI conte di Westmeath (1870–1933)
- Gilbert Charles Nugent, XII conte di Westmeath (1880–1971)
- William Anthony Nugent, XIII conte di Westmeath (n. 1928)

L'erede apparente è il figlio dell'attuale detentore del titolo, Sean Charles Weston Nugent, lord Delvin (n. 1965).